# Charles Gray Catto
Charles Gray Catto (Dallas, 7 novembre 1896 – Waco, 24 giugno 1972) è stato un aviatore statunitense.
Charles Gray Catto è stato un pilota da caccia americano ed un Asso dell'aviazione nella prima guerra mondiale.
Morì a Waco, in Texas, il 24 giugno 1972.

## Biografia
Figlio di immigrati britannici, Catto nacque a Dallas, in Texas, nel novembre del 1896. Prima della prima guerra mondiale, andò all'Università di Edimburgo, in Scozia, come studente di medicina. Voleva arruolarsi dopo lo scoppio della guerra, ma i suoi genitori si sono rifiutati. Gli dissero che poteva continuare i suoi studi solo se avesse promesso di non arruolarsi nell'esercito. Accettò questo e più tardi, nel giugno del 1917, si unì al Royal Flying Corps. Completò il suo addestramento di volo in Inghilterra e partì per l'Italia per unirsi al No. 45 Squadron RAF, sui Sopwith Camel. Colpì sei aerei nemici, uno dei quali cadde all'interno delle linee Alleate, pilotato dal Flugsfer Alois Gnamusch e dal Leutnant Rudolph Hess. Ha servito con il 45 Squadron quando è stato trasferito al Fronte Occidentale alla fine del 1918. Gli sono state attribuite otto vittorie aeree.
Dopo la guerra, Catto continuò i suoi studi di medicina ad Edimburgo e si laureò nel 1922. Tornò negli Stati Uniti e svolse il suo tirocinio in medicina a New Orleans. Nel 1925, divenne un medico nel suo nativo Texas. Più tardi entrò in politica e fu eletto sindaco di Waco, in Texas, il 20 aprile 1937.